# Torres de Segre
Torres de Segre község Spanyolországban, Lleida tartományban. Torres de Segre Alcarràs, Sudanell, Sunyer, Sarroca de Lleida, Aitona, Soses és Fraga községekkel határos. Lakosainak száma 2318 fő (2024).

## Népesség
A település népessége az utóbbi években az alábbiak szerint változott:
| Lakosok száma | 213  | 1614 | 1770 | 1945 | 1891 | 1935 | 2052 | 2301 | 2277 | 2318 |
|               | 1717 | 1887 | 1936 | 1960 | 1986 | 2004 | 2009 | 2014 | 2019 | 2024 |